# 領帶夾

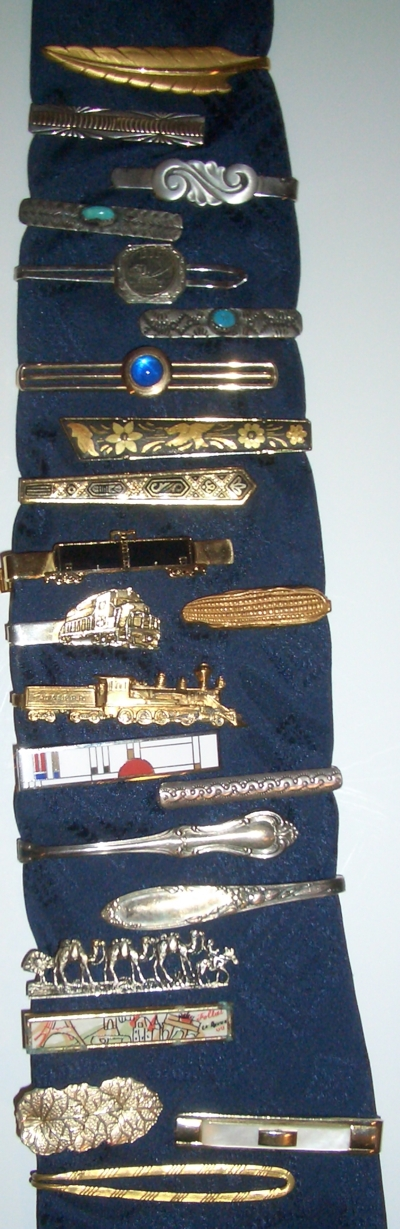
一系列領帶夾，大部份來自20世紀前期與中期

領帶夾是一種服飾的時尚配件，用以將領帶與襯衫固定在一起，從而令領帶筆直、不晃動，達到美觀效果。
領帶夾通常是金屬製品，附帶一些別的裝飾部份和配件。有些領帶夾上有小型徽章或其他指示主人身份的東西。領帶夾使用的流行始於1920年代，用以取代傳統的領帶別針。

## 外部連結
维基共享资源上的相關多媒體資源：領帶夾